# Österrikes Grand Prix 2020
Österrikes Grand Prix 2020, officiellt Formula 1 Rolex Großer Preis von Österreich 2020, var ett Formel 1-lopp som kördes den 5 juli 2020 på Red Bull Ring i Spielberg, Österrike. Det var det första av 17 lopp ingående i Formel 1-säsongen 2020 och kördes över 71 varv.
Lando Norris tog sin första pallplats i karriären när han kom på tredjeplats.

## Resultat

### Kval
| KR. | Nr | Förare             | Konstruktör               | Q1       | Q2       | Q3        | Grid |
| --- | -- | ------------------ | ------------------------- | -------- | -------- | --------- | ---- |
| 1   | 77 | Valtteri Bottas    | Mercedes                  | 1:04,111 | 1:03,015 | 1:02,939  | 1    |
| 2   | 44 | Lewis Hamilton     | Mercedes                  | 1:04,198 | 1:03,096 | 1:02,951  | 51   |
| 3   | 33 | Max Verstappen     | Red Bull Racing-Honda     | 1:04,024 | 1:04,000 | 1:03,477  | 2    |
| 4   | 4  | Lando Norris       | McLaren-Renault           | 1:04,606 | 1:03,819 | 1:03,626  | 3    |
| 5   | 23 | Alexander Albon    | Red Bull Racing-Honda     | 1:04,661 | 1:03,746 | 1:03,8682 | 4    |
| 6   | 11 | Sergio Pérez       | Racing Point-BWT Mercedes | 1:04,543 | 1:03,860 | 1:03,8682 | 6    |
| 7   | 16 | Charles Leclerc    | Ferrari                   | 1:04,500 | 1:04,041 | 1:03,923  | 7    |
| 8   | 16 | Carlos Sainz, Jr.  | McLaren-Renault           | 1:04,537 | 1:03,971 | 1:03,971  | 8    |
| 9   | 18 | Lance Stroll       | Racing Point-BWT Mercedes | 1:04,309 | 1:03,955 | 1:04,029  | 9    |
| 10  | 3  | Daniel Ricciardo   | Renault                   | 1:04,556 | 1:04,023 | 1:04,239  | 10   |
| 11  | 5  | Sebastian Vettel   | Ferrari                   | 1:04,554 | 1:04,206 | 0         | 11   |
| 12  | 10 | Pierre Gasly       | Alpha Tauri-Honda         | 1:04,603 | 1:04,305 | 0         | 12   |
| 13  | 26 | Daniil Kvyat       | Alpha Tauri-Honda         | 1:05,031 | 1:04,431 | 0         | 13   |
| 14  | 31 | Esteban Ocon       | Renault                   | 1:04,933 | 1:04,643 | 0         | 14   |
| 15  | 8  | Romain Grosjean    | Haas-Ferrari              | 1:05,094 | 1:04,691 | 0         | 15   |
| 16  | 20 | Kevin Magnussen    | Haas F1 Team-Ferrari      | 1:05,164 | 0        | 0         | 16   |
| 17  | 63 | George Russell     | Williams-Mercedes         | 1:05,167 | 0        | 0         | 17   |
| 18  | 6  | Antonio Giovinazzi | Alfa Romeo-Ferrari        | 1:05,175 | 0        | 0         | 18   |
| 19  | 7  | Kimi Räikkönen     | Alfa Romeo-Ferrari        | 1:05,224 | 0        | 0         | 19   |
| 20  | 6  | Nicholas Latifi    | Williams-Mercedes         | 1:05,757 | 0        | 0         | 20   |

| Vidare från första kvalrundan ▬▬ Vidare från andra kvalrundan ▬▬ |

107 %-gränsen: 1:08,505
Källor: 
- ^1  – Lewis Hamilton degraderas fem placeringar efter att ha misslyckats med att sänka hastigheten för gula flaggor under kvalet.[3]
- ^2  – Både Alexander Albon och Sergio Pérez satte identiska tider i Q3. Albon placerades dock före eftersom han satte sin tid före Pérez.[2]

### Lopp
| Pos. | Nr | Förare             | Konstruktör          | Varv | Tid          | Grid | P   |
| ---- | -- | ------------------ | -------------------- | ---- | ------------ | ---- | --- |
| 1    | 77 | Valtteri Bottas    | Mercedes             | 71   | 1:30,55,739  | 1    | 25  |
| 2    | 16 | Charles Leclerc    | Scuderia Ferrari     | 71   | +2,700       | 7    | 18  |
| 3    | 4  | Lando Norris       | McLaren              | 71   | +5,491       | 3    | 161 |
| 4    | 44 | Lewis Hamilton     | Mercedes             | 71   | +5,6892      | 5    | 12  |
| 5    | 55 | Carlos Sainz, Jr.  | McLaren              | 71   | +8,903       | 8    | 10  |
| 6    | 11 | Sergio Pérez       | Racing Point         | 71   | +15,0923     | 6    | 8   |
| 7    | 10 | Pierre Gasly       | Scuderia Alpha Tauri | 71   | +30,814      | 12   | 6   |
| 8    | 27 | Esteban Ocon       | Renault              | 71   | +32,596      | 14   | 4   |
| 9    | 99 | Antonio Giovinazzi | Alfa Romeo F1        | 71   | +39,081      | 18   | 2   |
| 10   | 5  | Sebastian Vettel   | Scuderia Ferrari     | 71   | +40,035      | 11   | 1   |
| 11   | 6  | Nicholas Latifi    | Williams F1          | 71   | +40,810      | 20   | 0   |
| 124  | 26 | Daniil Kvyat       | Scuderia Alpha Tauri | 69   | Fjädringen   | 13   | 0   |
| 134  | 23 | Alexander Albon    | Red Bull Racing      | 67   | Elektronik   | 4    | 0   |
| RET  | 7  | Kimi Räikkönen     | Alfa Romeo F1        | 53   | Hjul         | 19   | 0   |
| RET  | 63 | George Russell     | Williams F1          | 59   | Bränsletryck | 17   | 0   |
| RET  | 8  | Romain Grosjean    | Haas F1 Team         | 49   | Bromsar      | 15   | 0   |
| RET  | 20 | Kevin Magnussen    | Haas F1 Team         | 24   | Bromsar      | 16   | 0   |
| RET  | 18 | Lance Stroll       | Racing Point         | 20   | Motor        | 9    | 0   |
| RET  | 33 | Daniel Ricciardo   | Renault F1           | 17   | Överhettning | 10   | 0   |
| RET  | 33 | Max Verstappen     | Red Bull Racing      | 11   | Elektronik   | 2    | 0   |

| Förare och stall som tog poäng ▬▬ |

- ^1  – Inkluderar en extra poäng för snabbaste varv.
- ^2  – Lewis Hamilton kom tvåa i mål men tilldelades ett 5 sekunders strafftillägg efter att ha kolliderat med Alexander Albon.[4]
- ^3  – Sergio Pérez tilldelas ett 5 sekunders strafftillägg efter att ha kört för fort i pit lane.[4]
- ^4  – Både Daniil Kvyat och Alexander Albon körde mer än 90% av loppet och klassificerades därför inte som ett brutet lopp.[4]

Källor: 